# بروفيدنس ستيمرولرز
بروفيدنس ستيمرولرز هو فريق كرة سلة أمريكي أٌسس عام 1946.